# Letní kino (Ústí nad Labem)
Letní kino je stavba sestávající ze střechy, lavic a pódia, která se nachází v Parku kultury a oddechu v Ústí nad Labem. Jeho kapacita je 5000 sedících diváků, z čehož 3500 míst kryje střechou. Stavbu navrhl do svahu s výhledem na město architekt Josef Slíva z krajského projektového ústavu. Výpočet pro oblouk z ocelové trubky o šířce 80 metrů, výšce 50 metrů a nohou zapuštěných 10 metrů do země zpočítal konstruktér Josef Zeman. Vznikla tak unikátní konstrukce střechy, která na jedné straně stojí na podezdívce a na druhé je zavěšena na oblouku, který není nijak podepřen. Konstrukce byla vsazena na místo původního amfitéatru z roku 1951. O zbudování střechy bylo rozhodnuto již v roce 1960, realizace ale proběhla až v letech 1969–1971 ve stylu high tech.
V roce 1967 vznikl v areálu festival Porta, po roce 2000 byla střecha zachráněna nátěrem.

## Galerie

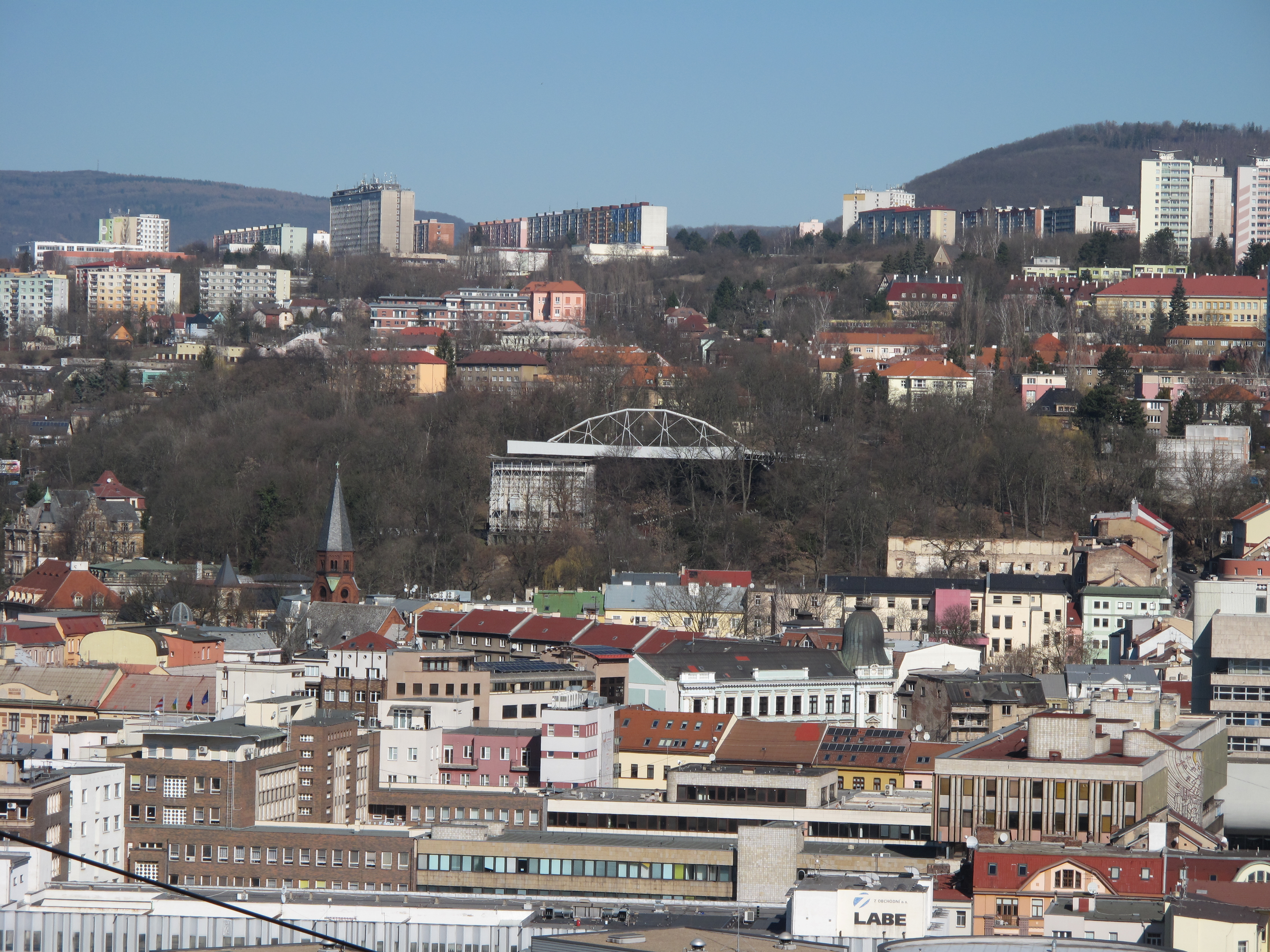
Pohled na kino z Větruše
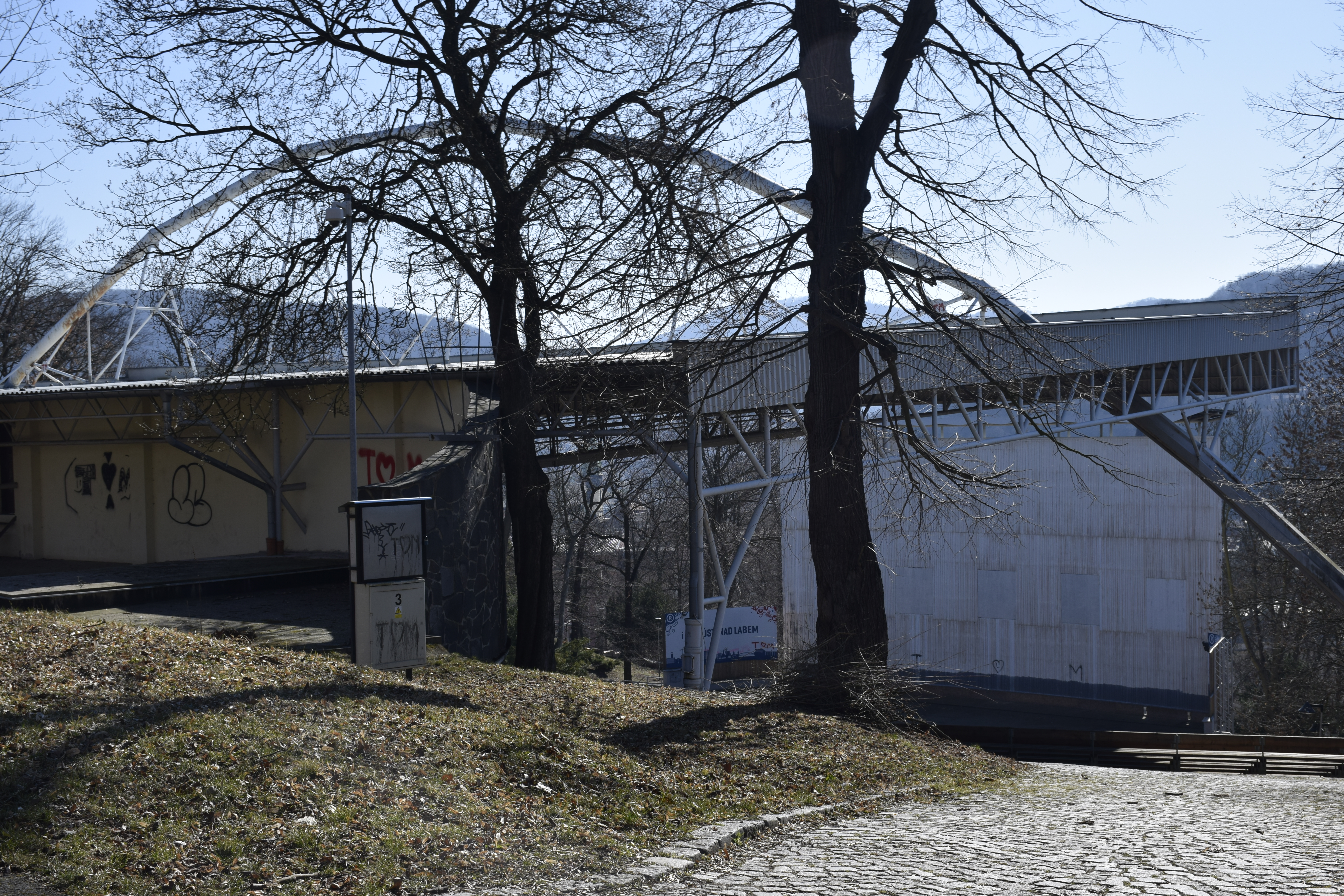
Zadní pohled s obloukem na kterém je zavěšena střecha
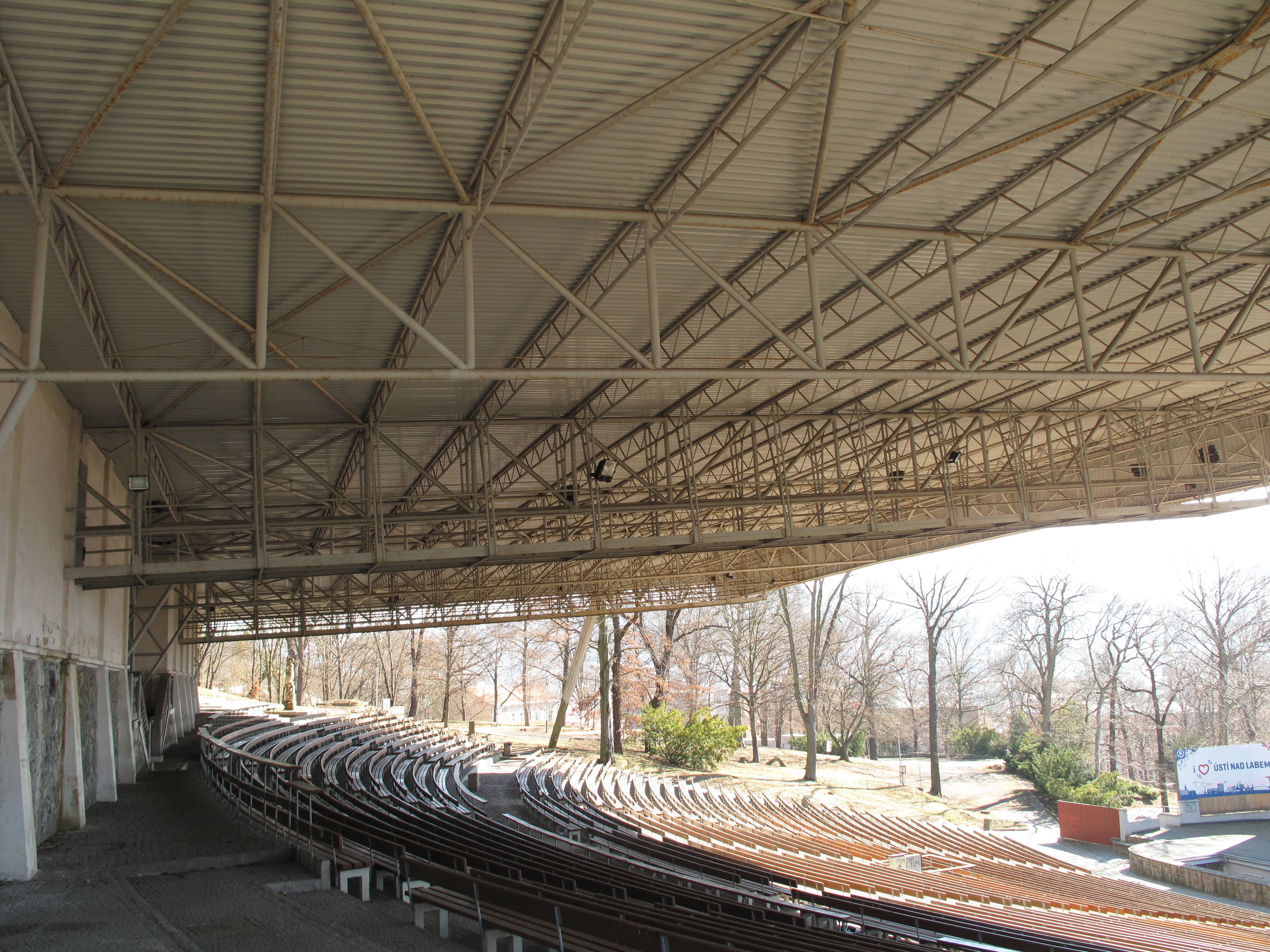
Pohled pod střechu
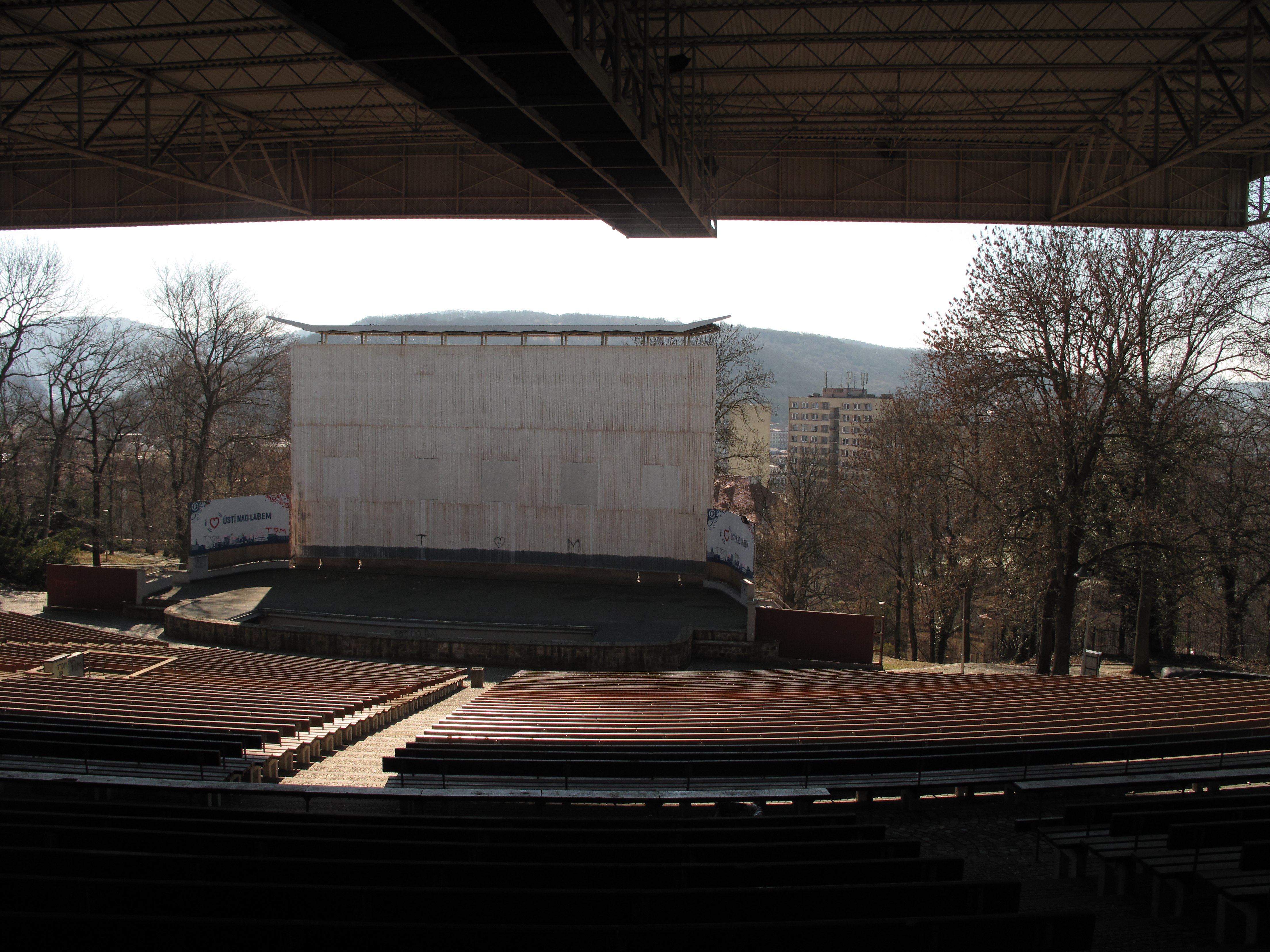
Pohled směrem k pódiu
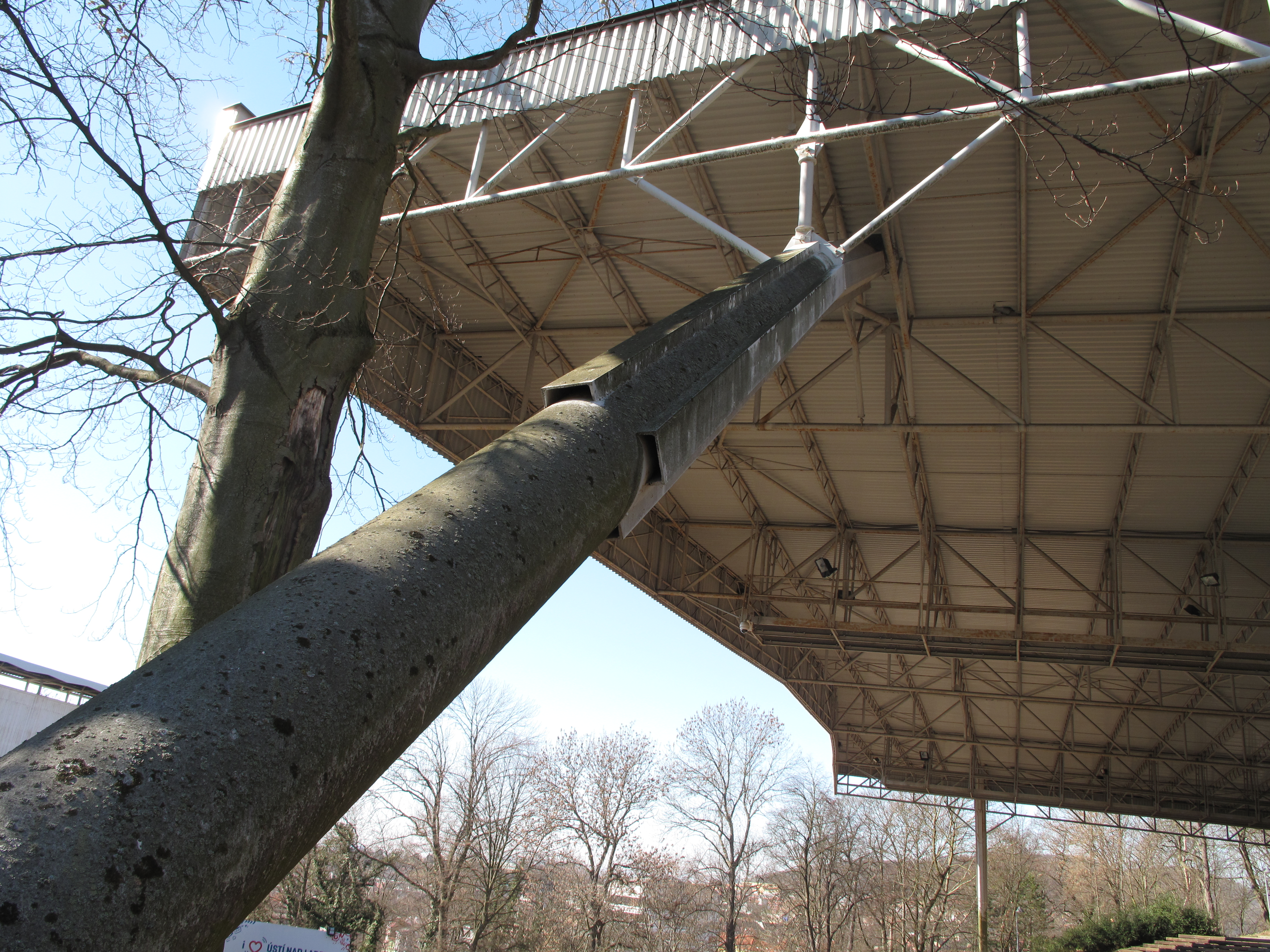
Přichycení střechy na oblouk
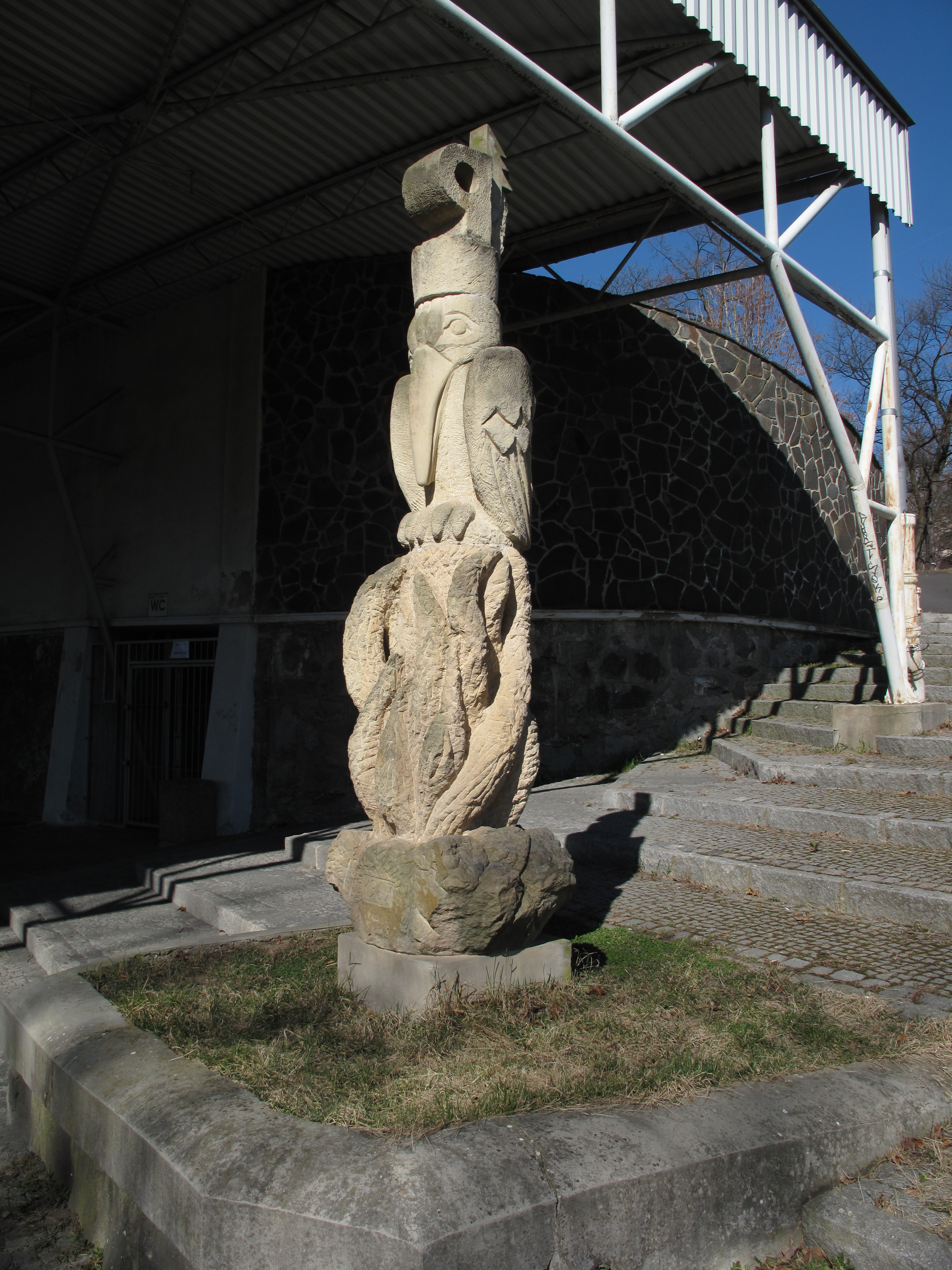
Plastika připomínající vznikl festivalu Porta